# 一般送配電事業者

一般送配電事業者は、発電事業者の発電所から需要家の住宅・商店・事務所・工場まで電気を送り届け、その対価として発電事業者・小売電気事業者から託送料金（本文参照）を受け取る。

一般送配電事業者（いっぱんそうはいでんじぎょうしゃ）は、日本の電気事業法に定められた電気事業者の類型の一つで、経済産業大臣から一般送配電事業を営む許可を受けた者をいう。発電所で発生した電気を、需要家が電気を使用する地点まで、送電線、配電線などで送り届けることが主な事業である。日本全土は10の供給区域に分割されており、供給区域ごとに1事業者が存在する。

## 概要
発電所で発生した電気は、送電線、変電所、配電線を経て、需要家が電気を使用する地点まで伝送される。電気の伝送に必要な設備を維持・運用し、供給区域内に電気を送り届ける事業を、日本の電気事業法では、2016年（平成28年）4月以降、一般送配電事業と称する。10社が許可を受けて各供給区域で独占的に一般送配電事業を営む。
小売電気事業者は、発電所から需要家（小売電気事業者の顧客）が電気を使用する地点まで電気を送り届けることを、一般送配電事業者に委託する。一般送配電事業者は託送供給の対価として発電事業者・小売電気事業者から託送料金を徴収する。
自由化された発電と小売の分野では、多数の事業者が競争関係にある。地域独占の一般送配電事業者は、中立の立場で、全ての発電事業者・小売電気事業者に対して公平にサービスを提供する必要がある。このため、一般送配電事業者が発電事業・小売電気事業を兼営することは、原則、禁止されている（法的分離）。沖縄電力のみは法的分離を免除されており、発電事業・小売電気事業を兼営している。

## 一般送配電事業者の一覧
| 商号                   | 資本金（百万円） | 供給区域の面積（km2） | 需要電力量（百万kWh） | 送電線亘長（km） | 変電所の数 | 配電線亘長（km） | 託送収益（百万円） |
| ---------------------- | ---------------- | --------------------- | --------------------- | ---------------- | ---------- | ---------------- | ------------------ |
| 北海道電力ネットワーク | 10,000           | 78,421                | 30,380                | 8,463            | 403        | 68,350           | 201,128            |
| 東北電力ネットワーク   | 24,000           | 79,531                | 81,129                | 15,362           | 634        | 148,735          | 515,374            |
| 東京電力パワーグリッド | 80,000           | 39,575                | 279,481               | 21,365           | 1,615      | 363,874          | 1,617,985          |
| 中部電力パワーグリッド | 40,000           | 39,272                | 130,303               | 12,004           | 1,012      | 135,358          | 679,231            |
| 北陸電力送配電         | 10,000           | 12,272                | 28,606                | 3,359            | 261        | 43,653           | 147,385            |
| 関西電力送配電         | 40,000           | 28,712                | 140,287               | 18,851           | 1,647      | 132,880          | 770,699            |
| 中国電力ネットワーク   | 20,000           | 32,282                | 59,096                | 8,711            | 546        | 84,306           | 332,770            |
| 四国電力送配電         | 8,000            | 18,451                | 26,828                | 3,384            | 241        | 46,184           | 168,595            |
| 九州電力送配電         | 20,000           | 42,232                | 83,714                | 10,990           | 651        | 173,200          | 486,365            |
| 沖縄電力               | 7,586            | 2,281                 | 8,020                 | 1,234            | 134        | 11,135           |                    |

- 資本金　2021年（令和3年）3月末時点。出典は、東京電力パワーグリッドおよび沖縄電力の有価証券報告書、その他の各社の決算公告。
- 供給区域の面積　出所は、電気事業連合会[3]。
- 需要電力量　2020年（令和2年）4月～2021年（令和3年）3月の1年間。出所は、電力広域的運営推進機関[4]。
- 送電線亘長　2021年（令和3年）3月末時点。架空電線路亘長と地中電線路亘長との合計。出典は、有価証券報告書。
- 変電所の数　2021年（令和3年）3月末時点。出典は、有価証券報告書。北海道電力ネットワークの数値には、交直変換所2か所を含む。中部電力パワーグリッドの数値には、連系所1か所、交直変換所1か所を含む。関西電力送配電の数値が交直変換所1か所を含むか否かは、不詳。四国電力送配電の数値には、交直変換所1か所を含む。
- 配電線亘長　2021年（令和3年）3月末時点。架空電線路亘長と地中電線路亘長との合計。出典は、有価証券報告書。
- 託送収益　2020年（令和2年）4月～2021年（令和3年）3月の1年間。出典は、東京電力パワーグリッドの有価証券報告書、その他の各社の決算公告。沖縄電力は発電事業・小売電気事業を兼営しているため、託送収益が他社と比較可能でないので、掲載していない。

## 一般送配電事業
電気事業法で、一般送配電事業は、「自らが維持し、及び運用する送電用及び配電用の電気工作物によりその供給区域において託送供給及び電力量調整供給を行う事業」と定義されている。また、送電用及び配電用の電気工作物により、その供給区域で最終保障供給と離島等供給を行うことを含むものと規定されている。発電事業は一般送配電事業に含まない。一般送配電事業を営むには、経済産業大臣の許可が必要である。

### 供給区域

一般送配電事業者別の供給区域

一般送配電事業の許可は、供給区域ごとに行われる。日本全土は、互いに重複しない10の供給区域に分割されている。一般送配電事業者ごとの供給区域は次のとおりである。
- 北海道電力ネットワーク
  - 北海道
- 東北電力ネットワーク
  - 青森県、秋田県、山形県、岩手県、宮城県、福島県、新潟県
- 東京電力パワーグリッド
  - 茨城県、栃木県、群馬県、埼玉県、千葉県、東京都、神奈川県、山梨県
  - 静岡県（次の地域に限る）
    - 沼津市、熱海市、三島市、伊東市、御殿場市、下田市、裾野市、伊豆市、伊豆の国市、賀茂郡、田方郡、駿東郡
    - 富士宮市のうち、昭和31年9月29日における旧庵原郡内房村の区域以外の区域
    - 富士市のうち、平成20年10月31日における旧庵原郡富士川町の区域以外の区域
- 中部電力パワーグリッド
  - 長野県、愛知県
  - 岐阜県（次の地域を除く）
    - 飛驒市のうち、平成16年1月31日における旧吉城郡神岡町、昭和31年9月29日における旧吉城郡坂下村の区域
    - 郡上市のうち、平成16年2月29日における旧郡上郡白鳥町石徹白の区域
    - 不破郡関ケ原町のうち、昭和29年8月31日における旧今須村の区域

  - 静岡県（次の地域を除く）
    - 沼津市、熱海市、三島市、伊東市、御殿場市、下田市、裾野市、伊豆市、伊豆の国市、賀茂郡、田方郡、駿東郡
    - 富士宮市のうち、昭和31年9月29日における旧庵原郡内房村の区域以外の区域
    - 富士市のうち、平成20年10月31日における旧庵原郡富士川町の区域以外の区域

  - 三重県（次の地域を除く）
    - 熊野市のうち、昭和29年11月2日における旧南牟婁郡新鹿村、荒坂村、泊村の区域以外の区域
    - 南牟婁郡
- 北陸電力送配電
  - 富山県、石川県
  - 福井県（次の地域を除く）
    - 小浜市、三方郡、大飯郡、三方上中郡

  - 岐阜県（次の地域に限る）
    - 飛驒市のうち、平成16年1月31日における旧吉城郡神岡町、昭和31年9月29日における旧吉城郡坂下村の区域
    - 郡上市のうち、平成16年2月29日における旧郡上郡白鳥町石徹白の区域
- 関西電力送配電
  - 滋賀県、京都府、大阪府、奈良県、和歌山県
  - 兵庫県（次の地域を除く）
    - 赤穂市のうち、昭和38年9月1日に岡山県和気郡日生町から編入された区域

  - 福井県（次の地域に限る）
    - 小浜市、三方郡、大飯郡、三方上中郡

  - 岐阜県（次の地域に限る）
    - 不破郡関ケ原町のうち、昭和29年8月31日における旧今須村の区域

  - 三重県（次の地域に限る）
    - 熊野市のうち、昭和29年11月2日における旧南牟婁郡新鹿村、荒坂村、泊村のの区域以外の区域
    - 南牟婁郡
- 中国電力ネットワーク
  - 鳥取県、島根県、岡山県、広島県、山口県
  - 兵庫県（次の地域に限る）
    - 赤穂市のうち、昭和38年9月1日に岡山県和気郡日生町から編入された区域

  - 香川県（次の地域に限る）
    - 小豆郡、香川郡

  - 愛媛県（次の地域に限る）
    - 今治市のうち、平成17年1月15日における旧越智郡吉海町、宮窪町、伯方町、上浦町、大三島町、関前村の区域
    - 越智郡
- 四国電力送配電
  - 徳島県、高知県
  - 香川県（次の地域を除く）
    - 小豆郡、香川郡

  - 愛媛県（次の地域を除く）
    - 今治市のうち、平成17年1月15日における旧越智郡吉海町、宮窪町、伯方町、上浦町、大三島町、関前村の区域
    - 越智郡
- 九州電力送配電
  - 福岡県、佐賀県、長崎県、熊本県、大分県、宮崎県、鹿児島県
- 沖縄電力
  - 沖縄県

### 送配電網・電力系統

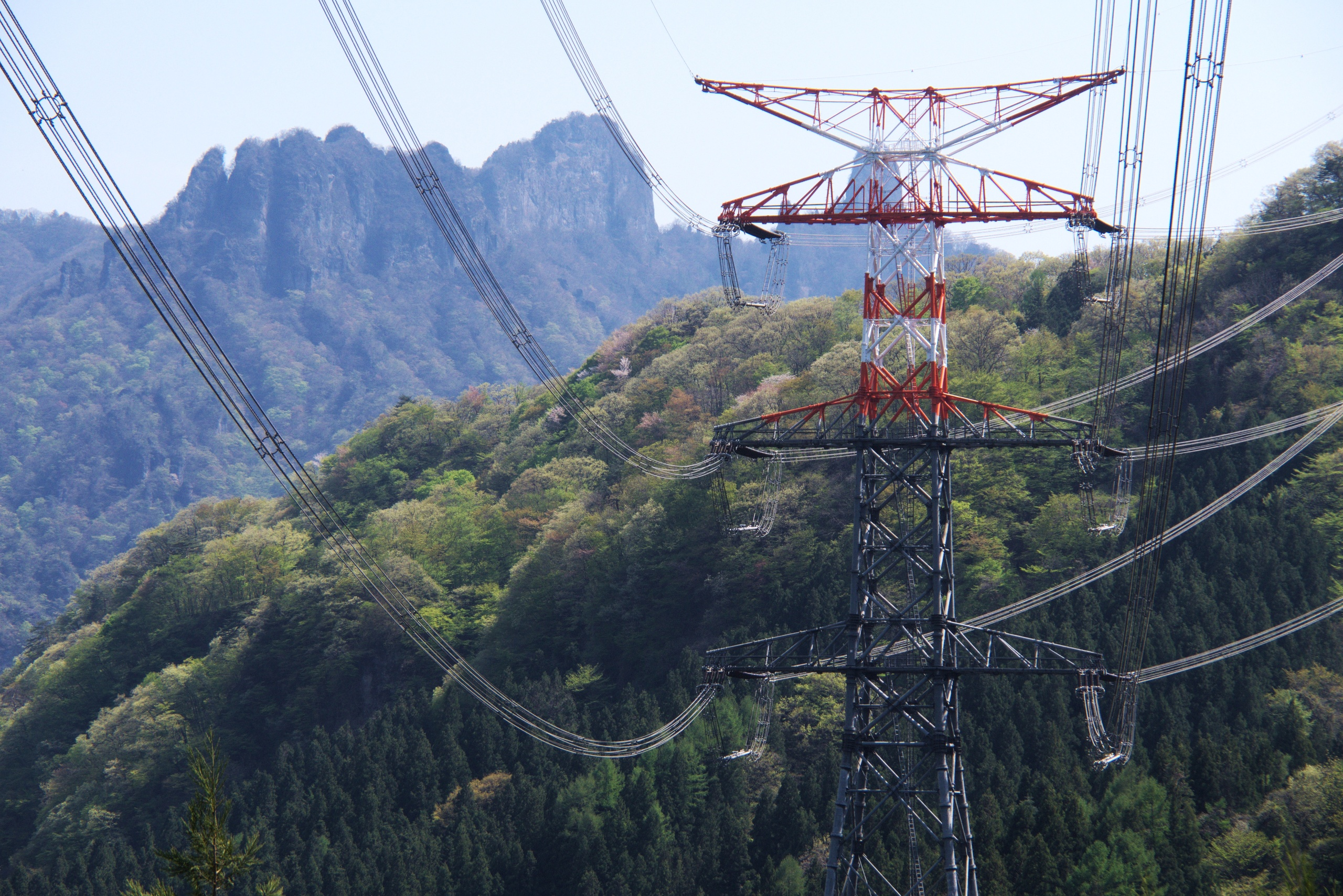
送電設備の例（東京電力パワーグリッド 西群馬幹線）

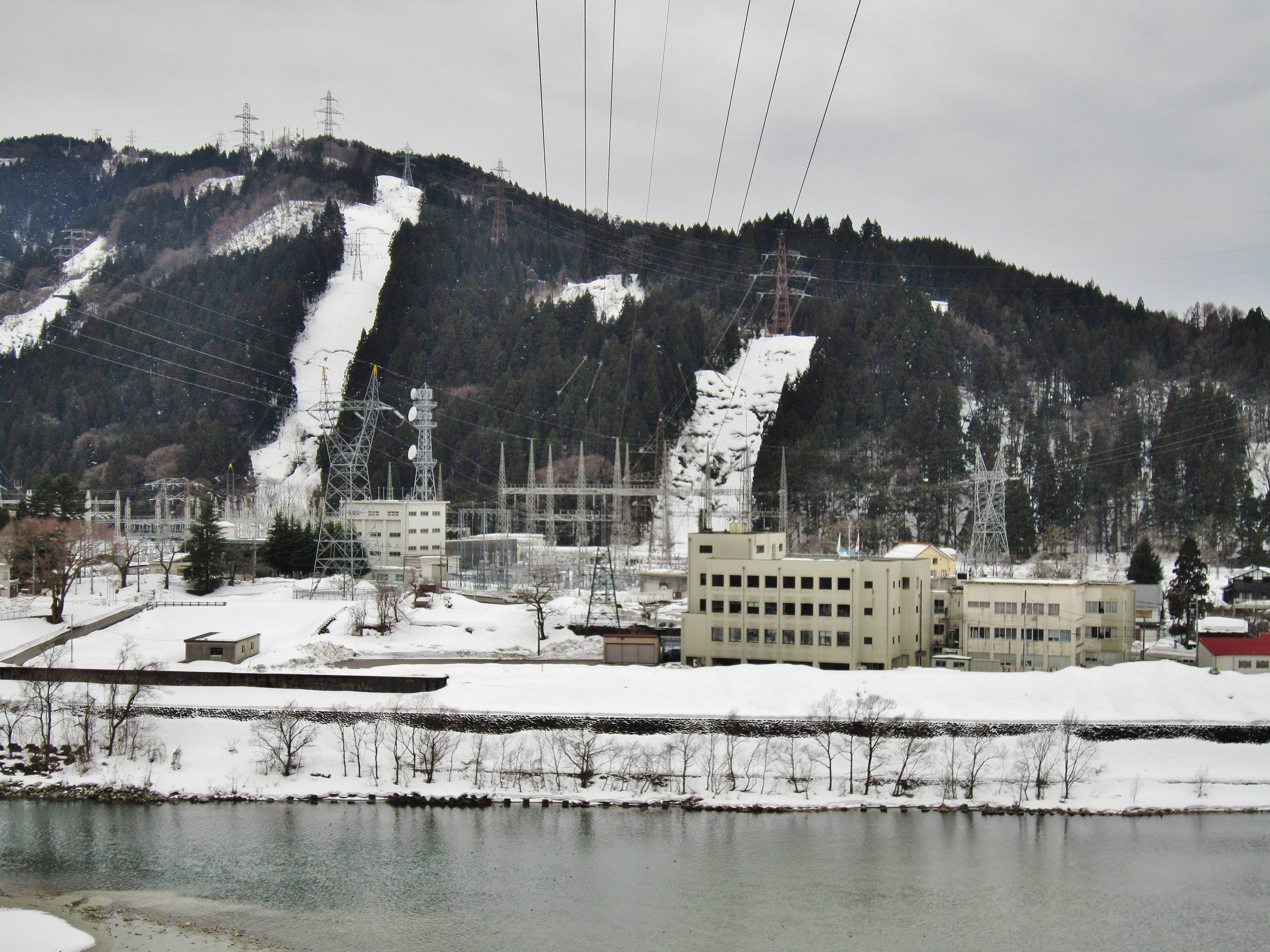
変電設備の例（関西電力送配電 新愛本変電所）

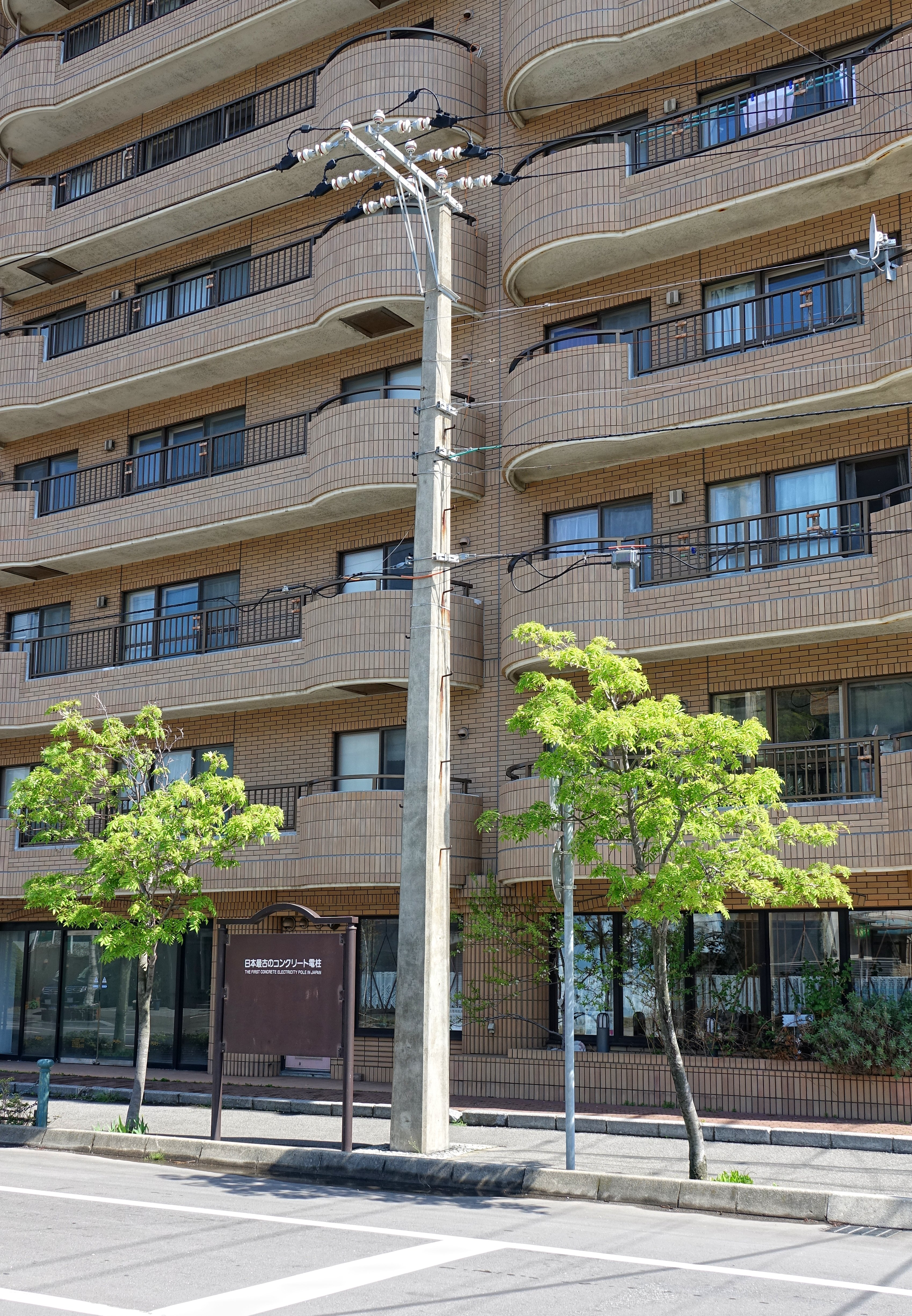
配電設備の例（北海道電力ネットワーク 日本最古のコンクリート電柱）

一般送配電事業者は、供給区域内に、送電設備（送電塔、送電線、開閉所など）、変電設備（変電所、交直変換所など）、配電設備（電柱、配電線、柱上変圧器、電力量計など）を設置し、送配電網を構築する（一部の送電線・変電所を供給区域外に設置する場合がある）。
一般送配電事業者は、発電事業者や小売電気事業者からの申込みを受けて、発電設備、需要家の需要設備（負荷設備）を自社の送配電網に接続する。発電設備、送配電網、負荷設備が一体となって地域の電力系統を構成する。また、沖縄県と一部の離島を除き、電力系統同士は連系線でつながっており、これは後述する広域運営に利用される。
一般送配電事業者は、設備の保護、設備の遠隔監視・遠隔制御などのために、信頼性の高い通信手段を必要とする。このため、各社は、マイクロ波無線、光ケーブルなどを組み合わせた自前の通信網を保有している（電力保安通信）。

### 系統運用・アンシラリーサービス・広域運営
一般送配電事業者は、供給する電気の周波数と電圧を維持する責任（周波数維持義務・電圧維持義務）を負っている。一般送配電事業者は、周波数と電圧の維持、電気の安定供給の確保、人身の安全の確保、設備の保護などを目的として、日々、電力系統を運用する（系統運用）。具体的には、中央給電指令所やその配下の拠点で、供給区域の気象、電力需給、周波数、電圧、電力潮流などを24時間体制で監視・予測し、上記目的を達成するために、時々刻々の状況・予測に応じ、設備を遠隔操作したり、発電所などに対して特定の操作を命ずる給電指令を発したりする。
一般送配電事業者が周波数と電圧を維持し、電気の安定供給を確保するために行う業務をアンシラリーサービスという。これには、周波数を維持するための周波数制御と需給バランス調整、設備の故障が広範囲の停電に波及しないように備える潮流調整、無効電力調整機器や電圧調整器による電圧調整、いざという時に備え揚水発電所の上池に水を汲み上げておく系統保安ポンプ、広範囲の停電時に電気の供給を再開するブラックスタートが含まれる。
電気事業は、地域ごとに独立して運営するより、広域的に運営すること（広域運営）が、電気の安定供給、コスト低減、再生可能エネルギーの利用などの点で有利である。このために、一般送配電事業者は、連系線を活用し、他社と協調して自社の電力系統を運用している。例えば、自社の系統で電力が不足する場合には、余力がある他社の系統から連系線を通じ電力融通を受けて、停電を回避している。

### 託送供給（振替供給・接続供給）
託送供給は振替供給と接続供給の総称である。
振替供給とは、ある地点（受電地点）で電気を送配電網に受け入れると同時に、別の地点（供給地点）で同量の電気を送配電網から供給することである。供給区域内の発電所から会社間連系点（送配電網と他社の送電線とがつながる地点）までの振替供給を地内振替といい、会社間連系点から別の会社間連系点までの振替供給を中継振替という。
一方、接続供給とは、主に、一般の需要家に電気を供給する事業者（契約者）のために、受電地点で電気を送配電網に受け入れると同時に、供給地点で需要家が必要とする量の電気を送配電網から供給することである。需要家が使用する電力は、時々刻々変動するので、受電地点で受け入れた電気は、供給地点で必要な電気に対し、過不足（インバランス）があり得る。そこで、余剰分（余剰インバランス）は一般送配電事業者が引き取り、不足分（不足インバランス）は一般送配電事業者が補給する。接続供給の契約者と一般送配電事業者との間でやり取りしたインバランスにかかる対価は、後日、精算する（インバランス精算）。その際に使用するインバランス料金は電気の時価に基づいて算出する。
託送供給の契約者は、一般の需要家ではなく、主に小売電気事業者である。小売電気事業者は、自社または他社の発電所から調達した電気を、一般の需要家に販売・供給するが、発電所と需要家とを結ぶ送配電網は一般送配電事業者のものである。したがって、小売電気事業者は、一般送配電事業者と契約し、託送料金を支払って、その送配電網による電気の託送を利用する。一般送配電事業者は、供給地点に電力量計を設置し、電気を計量した上で、電力量を小売電気事業者に通知するとともに、託送料金を計算し、小売電気事業者に請求する。
小売電気事業者同士は競争関係にあるから、託送供給は、全ての小売電気事業者に対して公平な条件で提供する必要がある。したがって、託送供給は、経済産業大臣の認可を受けた託送供給等約款の条件で行うのが原則である。一般送配電事業者は、正当な理由なく託送供給を拒むことができない（託送供給義務）。

### 電力量調整供給（発電量調整供給・需要抑制量調整供給）
電力量調整供給は、発電量調整供給と需要抑制量調整供給の総称である。
発電事業者が電気を卸売りする場合、一定の時間内に契約で定めた電力量を供給する必要がある。これに対して、発電所の出力には、制御不可能な変動があり得る。
そこで、発電事業者は一般送配電事業者と契約して、発電量調整供給を受ける。この契約によれば、計画値に対して発電しすぎた電気（余剰インバランス）は、一般送配電事業者が引き取り、計画値に足りない電気（不足インバランス）は、一般送配電事業者が補給する。したがって、発電事業者は、発電所の出力の変動にかかわらず、卸売りの相手方に対して計画値の電気を供給できる。電力量調整供給の契約者と一般送配電事業者との間でやり取りしたインバランスにかかる対価を後日、インバランス料金により精算することは、接続供給の場合と同様である。
需要家が通常使用する電力より少ない電力しか消費しなかった場合、それにより浮いた電力は、他人に使わせることができる（ネガワット）。そのような電力をまとめて卸売りする業者をネガワット事業者といい、ネガワット事業者もまた、発電量調整供給と同様のサービスを必要とする。これを需要抑制量調整供給という。
発電事業者・ネガワット事業者同士は競争関係にあるから、電力量調整供給は、全ての発電事業者・ネガワット事業者に対して公平な条件で提供する必要がある。したがって、電力量調整供給は、経済産業大臣の認可を受けた託送供給等約款の条件で行うのが原則である。一般送配電事業者は、正当な理由なく電力量調整供給を拒むことができな（電力量調整供給義務）。

### 最終保障供給
最終保障供給（最終保障サービス）は、供給区域内（離島・指定区域を除く）の需要家（小売電気事業者から電気の供給を受けていないものに限る）に対する電気の供給であって、離島・指定区域以外の需要家に対して電気の供給を保障するためものである。
電気の小売は自由化されているため、小売電気事業者には契約の自由があり、また、撤退・倒産の可能性がある。このため、需要家がいずれの小売電気事業者からも電気の供給を受けることができない場合があり得る。その場合、需要家は、一般送配電事業者から最終保障供給として電気の供給を受けることができる。一般送配電事業者は、正当な理由なく最終保障供給を拒むことができない（最終保障供給義務）。
2022年（令和4年）時点では、最終保障供給は高圧・特別高圧に限って提供されている。低圧については、経過措置で、みなし小売電気事業者（旧一般電気事業者）が特定小売供給の義務を負っており、ほかの小売電気事業者から電気の供給を受けることができない需要家は、特定小売供給を申し込めばよいため、一般送配電事業者による最終保障供給の対象外となっている。
最終保障供給の料金は、大手小売電気事業者の値引きなしの料金の約2割増しとなるように決められた経緯がある。しかしながら、燃料相場、卸電力相場の高騰の結果、小売電気事業者が提示する料金より最終保障供給の料金の方が安くなる逆転現象が生じた。2022年秋、一般送配電事業者各社は最終保障供給約款を改定し、以降、直近の卸電力相場に応じて最終保障供給料金を調整するようになった。

### 離島等供給
離島等供給は、本土（沖縄本島を含む）の電力系統と連系していない離島の需要家、本土の指定区域の需要家に対し、本土並みの電気料金で電気を供給する制度である。2016年（平成28年）4月から2022年（令和4年）3月までは指定区域の制度がなく、離島供給と称した。
需要規模の小さい離島では、本土並みの低コストで発電することが困難である（規模の経済性）。このため、本土から電気の供給を受けることができない離島における電気の供給コストを離島の電気料金に反映すると、離島の電気料金が高額になりすぎ、離島の生活や産業を圧迫しかねない。
そこで、電気事業法では、ユニバーサルサービスの考えのもと、供給区域内に離島がある一般送配電事業者に対し、本土並みの料金で離島の需要家に電気を供給することを義務付けた（離島等供給義務）。
また、離島以外の区域であって、送電にコストがかかり、当該区域内だけの電力系統を形成したほうが効率的に運営できる区域については、離島と同様に、系統を分離した指定区域とすることが認められるようになった。
離島等供給の赤字は託送料金で回収することが認められている。託送料金は発電事業者・小売電気事業者が支払う料金であるが、小売電気事業者が需要家に請求する電気料金は託送料金相当額を含むはずであるから、全体としては、多数の需要家が離島等供給の赤字を薄く広く負担することになる。
離島等供給の対象となる離島は以下のとおりである。中部電力パワーグリッド、関西電力送配電、四国電力送配電の供給区域内には対象となる離島はない。また、2024年（令和6年）4月時点では離島等供給の対象となる指定区域は指定されていない。
- 北海道電力ネットワーク
  - 礼文島、利尻島、天売島、焼尻島、奥尻島（以上、北海道）
- 東北電力ネットワーク
  - 飛島（山形県）
  - 佐渡島、粟島（以上、新潟県）
- 東京電力パワーグリッド
  - 大島、利島、新島、式根島、神津島、三宅島、御蔵島、八丈島、青ヶ島、父島、母島（以上、東京都）
- 北陸電力送配電
  - 舳倉島（石川県）
- 中国電力ネットワーク
  - 島後、中ノ島、西ノ島、知夫里島（以上、島根県）
  - 見島（山口県）
- 九州電力送配電
  - 小呂島（福岡県）
  - 対馬島、海栗島、泊島、赤島、沖ノ島、島山島、壱岐島、若宮島、原島、長島、大島（以上、長崎県）
  - 上甑島、中甑島、下甑島、竹島、硫黄島、黒島、口之島、中之島、平島、諏訪之瀬島、悪石島、小宝島、宝島、種子島、馬毛島、屋久島、口永良部島、奄美大島、喜界島、加計呂麻島、与路島、請島、徳之島、沖永良部島、与論島（以上、鹿児島県）
- 沖縄電力
  - 粟国島、渡名喜島、久米島、奥武島、オーハ島、北大東島、南大東島、宮古島、池間島、大神島、来間島、伊良部島、下地島、多良間島、水納島、石垣島、竹富島、西表島、鳩間島、由布島、小浜島、黒島、新城島（上地）、新城島（下地）、波照間島、与那国島（以上、沖縄県）

## 沿革

### 電気事業の濫觴
日本初の電灯会社は1883年（明治16年）2月に設立された東京電灯会社である。同社は1887年（明治20年）、架空配電線により電気の供給を始めた。当時の日本は近代化の途上にあり、鉄道、都市ガスなどの近代的なインフラストラクチャーの導入は欧米列強に数十年遅れていたが、電気はその例外で、東京電灯の設立はトーマス・エジソンが世界初の電灯会社（Edison Illuminating Company）を創始してからわずか2年2か月後の出来事であった。明治政府が当初から電気の重要性を理解していたとはいえず、東京電灯は民間のベンチャー企業として始まった。この点は日本における電信（1869年（明治2年）創業）や鉄道（1872年（明治5年）創業）が官営で始まったのと対照をなす。以来、日本の電気事業は基本的に民間企業（一部は地方公共団体の公営企業）が担っている。

### 電気事業者の乱立と統合
東京電灯の開業後、全国的なブームがあり、全国各地に電灯会社が誕生した。その中でも有力な会社が熾烈な競争を繰り広げながら合併・買収を繰り返し、大正時代に五大電力（東京電灯、東邦電力、大同電力、宇治川電気、日本電力）と呼ばれるようになった。しかし、零細な電気事業者は数多く、1932年（昭和7年）には、全国に850の電気事業者があったという。他社からの買電に頼る事業者や、発電・送電と電気の卸売りを中心に営業する会社もあり、全ての事業者が発電から小売までを自己完結的に手掛けていたわけではなかった。
1938年（昭和13年）以降、電力管理法に基づき、電力国家管理が実施され、全国の主要な発電所や送電線は日本発送電1社に統合された。さらに、1941年（昭和16年）制定の配電統制令に基づき、1942年（昭和17年）までに、400以上あった電気事業者が地域別の9配電会社（北海道配電、東北配電、関東配電、中部配電、北陸配電、関西配電、中国配電、四国配電、九州配電）に統合された。配電会社は、日本発送電から購入した電気を需要家に販売・供給した。

### 全国的な発送配電一貫経営の成立
第二次世界大戦後、日本発送電と9配電会社は過度経済力集中排除法の指定会社となったため、その再編が避けられなくなった。1951年（昭和26年）5月、電気事業再編成令と公益事業令に基づき、日本発送電と9配電会社は解散し、これらの会社の設備は、新たに発足した地域別の9電力会社（北海道電力、東北電力、東京電力、中部電力、北陸電力、関西電力、中国電力、四国電力、九州電力）に再編された。ここに、各電力会社が発電・送電・配電・販売を自己完結的に手掛ける発送配電一貫体制（発送配一貫体制）が成立した。1965年（昭和40年）7月に施行された電気事業法では、この9社が一般電気事業者に位置付けられた。
第二次世界大戦末期からアメリカ合衆国による施政下にあった沖縄本島では、琉球電力公社が発電と送電を担い、民間の配電会社が配電と小売を担う分業体制であった。また、沖縄の離島には本島とは別の電力会社があった。離島の電力会社は沖縄の復帰までに琉球電力公社に統合された。1972年（昭和47年）5月の復帰時、公社は、10番目の一般電気事業者である沖縄電力に事業を引き継いだ。沖縄電力は1976年（昭和51年）に配電会社を合併し、沖縄における発送配電一貫体制を確立した。

### 電力自由化の波
1980年代、イギリスではサッチャー政権が、アメリカではレーガン政権が、規制緩和・経済の自由化を進め、以降、規制緩和は世界的な潮流となった。1990年（平成2年）、イギリスは世界に先駆けて発送電分離と電力自由化を実施した。
日本では、1985年（昭和60年）に通信自由化が実施され、新たな企業が電気通信事業に参入した。これによって電気通信市場に競争が生まれ、その結果、長距離電話料金は劇的に低下した。1985年（昭和60年）時点で3分間400円であった東京・大阪間の通話料金は、1993年（平成5年）時点では3分間180円（NTTの場合）と半額以下まで低下した。2024年（令和6年）時点では3分間9.35円である。
当時は、1985年のプラザ合意後の急速な円高により内外価格差が生じており、「日本の物価は世界一」ともいわれていた。宮澤内閣は1992年（平成4年）6月に閣議決定した「生活大国5か年計画」において、生活者・消費者の視点から「内外価格差の是正」を掲げ、電気料金にも言及した。また、円高により採算の悪化した製造業も電気の内外価格差の是正を求めた。このような情勢のもとで、電気事業分野の本格的な規制緩和は、通信自由化に10年遅れ、1995年（平成7年）に初めて実施された。規制緩和の内容は、発電事業への参入規制を緩和すること、特定の供給地点に自前の配電網を持つ特定電気事業者を許可することなどであった。
その後、2000年（平成12年）には、産業用の特別高圧電力の小売が自由化され、自前の送配電網を持たない特定規模電気事業者が特別高圧電力の小売に参入できることになった。以降、自由化範囲は段階的に拡大された。
しかしながら、規制緩和とはいうものの、電気事業制度が一般電気事業者を中心としたものであることは従来と変わりなかった。規制緩和以降に電気事業に参入した事業者が獲得できたシェアは5%にも満たなかった。2007年（平成19年）3月に第1次安倍内閣が閣議決定した第2次エネルギー基本計画では、「発電から送配電まで一貫した体制で確実に電力の供給を行う責任ある供給主体である一般電気事業者を中心に、電気の安定供給を図る」という表現により、一般電気事業者による発送配電一貫体制を今後も堅持する方針を確認した。

### 電力システム改革
電気事業制度の転機となったのは2011年（平成23年）3月の東日本大震災であった。東日本の多くの発電所が被災し、一時的に運転できなくなったため、電力危機が発生し、東京電力は輪番停電を実施した。この年の12月、経済産業省の総合資源エネルギー調査会基本問題委員会は、「新しい『エネルギー基本計画』策定に向けた論点整理」を公表した。同委員会は、論点整理の中で、「大規模集中電源に大きく依存した現行の電力システムの限界が明らかになった」という認識を示し、その上で、「リスク分散と効率性を確保する分散型の次世代システムを実現していく必要」があり、「送配電ネットワークの強化・広域化や送電部門の中立性の確保が重要な課題」であるという改革の方向性を打ち出した。
これを受けて、経済産業省は、2012年（平成24年）1月、総合資源エネルギー調査会総合部会の下に電力システム改革専門委員会を設置し、経済学者の伊藤元重を委員長に、大田弘子、八田達夫、松村敏弘らを委員に選んだ。委員会は、同年7月、「電力システム改革の基本方針」を発表した。委員会は、政権が民主党連立政権から自公連立政権に交代した後の翌年2月、最終的な報告書をまとめた。
委員会の報告書を受けて、2013年（平成25年）4月、第2次安倍内閣は、「電力システムに関する改革方針」を閣議決定した。この方針に沿って電気事業法の大改正を3回に分けて行うことになり、第1弾の改正は、同年秋の第185回国会（臨時会）で成立した。与党（自由民主党、公明党）のほか、民主党、日本維新の会、生活の党、社会民主党が賛成し、みんなの党と日本共産党は反対した。第2弾の改正は翌年の第186回国会（通常会）で成立し、第3弾の改正は翌々年の第189回国会（通常会）で成立した。
第2弾改正により、2016年（平成28年）4月、電力小売が全面的に自由化された。同時に、法の定める電気事業者の類型が一新された。発送配電一貫経営を前提とした一般電気事業者という類型は廃止され、発電事業者、一般送配電事業者、小売電気事業者という類型が定められた。従来の一般電気事業者は、発電事業者 兼 一般送配電事業者 兼 小売電気事業者という位置付けになった。

### 法的分離
2015年（平成27年）、電力システム改革のための電気事業法改正の第3弾が成立したことで、法的分離の義務付けが決定した。これは、一般送配電事業の中立性を高めるために、一般送配電事業者が発電事業や小売電気事業を兼営することを原則、禁止することを指す。法的分離の義務付けは政令により2020年（令和2年）4月と決まった。
東京電力は2016年（平成28年）4月に一般送配電事業を東京電力パワーグリッドに移管した。沖縄電力は法的分離を免除された。残る8社は2020年（令和2年）4月に一般送配電事業を子会社に移管した。
法的分離の義務付けと同時に、送配電事業の中立的な運営を確保するための様々な行為規制が導入された。発送配電一貫経営は災害時を除いて不可能になった。これにより、1951年（昭和26年）5月以来の発送配電一貫体制は68年11か月で終わった。
| 移管元（旧一電）                                 | 移管先（子会社）       | 移管年月              |
| ------------------------------------------------ | ---------------------- | --------------------- |
| 北海道電力                                       | 北海道電力ネットワーク | 2020年（令和2年）4月  |
| 東北電力                                         | 東北電力ネットワーク   | 2020年（令和2年）4月  |
| 東京電力ホールディングス（東京電力から商号変更） | 東京電力パワーグリッド | 2016年（平成28年）4月 |
| 中部電力                                         | 中部電力パワーグリッド | 2020年（令和2年）4月  |
| 北陸電力                                         | 北陸電力送配電         | 2020年（令和2年）4月  |
| 関西電力                                         | 関西電力送配電         | 2020年（令和2年）4月  |
| 中国電力                                         | 中国電力ネットワーク   | 2020年（令和2年）4月  |
| 四国電力                                         | 四国電力送配電         | 2020年（令和2年）4月  |
| 九州電力                                         | 九州電力送配電         | 2020年（令和2年）4月  |

### 近年の動向

#### スマートメーターの導入
改正省エネ法の施行により、2014年（平成26年）4月、電気事業者にはスマートメーターの導入計画の作成が義務付けられた。これを契機として各社はスマートメーターの本格導入に踏み切った。東京電力パワーグリッドは最も早く、2021年（令和3年）3月末までにスマートメーターの導入を完了した。北海道電力ネットワーク、東北電力ネットワーク、中部電力パワーグリッド、北陸電力送配電、関西電力送配電、中国電力ネットワーク、九州電力送配電は2024年（令和6年）3月末までにスマートメーターの導入を完了した。

#### FIT電気の送配電買取の開始（2017年4月）
再生可能エネルギーの固定価格買取制度のもとで2017年（平成29年）4月以降に新たに認定を受けた発電設備については、一般送配電事業者が電気の買取契約を結ぶことになった（送配電買取）。それまでは小売電気事業者に買取契約の義務を課していた。

#### コールセンターの共同運営の開始（2020年1月）
2020年（令和2年）1月、中部電力と関西電力は、停電や設備に関する電話問合せを受け付けるコールセンターの共同運営を開始した。青森市内に設置した拠点「青森ガタルコンタクトセンター」は、2024年（令和6年）10月までに一般送配電事業者10社中、東京電力パワーグリッド以外の9社が参加する規模に拡大した。ふだん他社の電話を担当しているオペレーターが被災地域の会社の応援にはいることで、被災地域から集中してかかってくる問合せの電話がつながりやすくなることが期待されている。

#### 広域需給調整の開始・電力需給調整力取引所の開設（2020年3月）
2020年（令和2年）3月、中部電力・北陸電力・関西電力の3社が広域需給調整を開始した。一つの電力系統で発生した不足インバランスと他の電力系統で発生した余剰インバランスとを相殺して正味のインバランスを算出し（インバランスネッティング）、正味の不足インバランスは3社が保有する調整力を限界費用の小さいものから順に発動することにより埋める（広域メリットオーダー運用）ことにより、需給調整コストの低減を目指した。広域需給調整は順次、拡大し、2021年（令和3年）3月に北海道電力ネットワークが参加したことにより沖縄電力以外の9社に広がった。
9社は2021年（令和3年）4月以降の広域需給調整に用いる調整力を市場取引により調達するため、同年3月、共同して電力需給調整力取引所を開設した。取引所は2024年（令和6年）4月、一般社団法人電力需給調整力取引所に移管した。

#### 送配電網協議会の設立（2021年4月）
2021年（令和3年）4月、一般送配電事業者10社は業界団体として送配電網協議会を設立した。

#### 配電事業制度の新設（2022年4月）
2022年（令和4年）4月、配電事業者が電気事業者の新たな一類型として電気事業法に規定された。一般送配電事業者が配電事業者に配電設備を売却または貸与して配電事業を担当させることができるようになった。2024年（令和6年）4月時点では配電事業者は存在しない。

#### 指定区域の制度の導入（2022年4月）
2022年（令和4年）4月、電力系統を分離した方が効率的に運営できる区域を一般送配電事業者からの申請により経済産業省が指定区域に指定することができるようになった。指定区域の需要家に対しては、一般送配電事業者が小売電気事業者を介することなく電気を供給する義務を負う。2024年（令和6年）4月時点では指定区域は指定されていない。

#### 最終保障供給料金への市場価格調整単価の導入（2022年9月）
一般送配電事業者10社は電気最終保障供給約款を改正し、2022年（令和4年）9月、最終保障供給料金に市場価格調整単価を導入した。これは、前月20日までの1か月間の卸電力相場に応じて毎月の料金単価を調整するものである。それまでも6か月前から3か月前までの3か月間の平均燃料価格に基づく燃料価格調整単価があったが、卸電力相場の急激な変動を反映できるものではなかった。燃料価格調整単価は維持した上で、市場価格調整単価で更に調整することになった。

#### レベニューキャップ制度の開始（2023年4月）
2023年（令和5年）4月からの5年間を最初の規制期間として、レベニューキャップ制度が開始した。これは、一般送配電事業者が規制期間中の収入の見通しを事前に経済産業省に提出し、これを受けて経済産業省が5年間の収入の上限（レベニューキャップ）を査定するというものである。レベニューキャップに基づき託送料金が決定される。それまでは託送料金は総括原価方式により査定されていた。

#### 次期中央給電指令所システムの共同開発
系統運用のための中枢システムである「中央給電指令所システム」（中給システム）はこれまで、一般送配電事業者10社それぞれで開発・運用していた。このため、中央給電指令所と発電所との通信方式などの仕様は様々で、広域運営の拡大の妨げ、コスト高などの問題があった。そこで、沖縄電力を除く9社は次期中給システムの仕様を統一し、これを共同で開発・運用することを決定した。2023年（令和5年）9月、一般送配電事業者10社は次期中給システムを共同で開発・運用することを目的として送配電システムズ合同会社を設立した。

#### 電力データの外部提供開始
一般送配電事業者が需要家への供給地点に設置したスマートメーターは、需要家ごと、30分間ごとの使用電力量を無線または有線で送信する機能を持っている。改正電気事業法の施行により、多数のスマートメーターから集約した電力データを認定電気使用者情報利用者等協会（認定協会）を通じて外部に提供することができるようになった。2022年（令和4年）、一般送配電事業者10社をデータ提供会員とする一般社団法人電力データ管理協会が設立され、同会が経済産業省から認定協会の認定を受けた。2023年（令和5年）10月、電力データの外部への有償提供が始まった（当初は東京電力パワーグリッドのデータのみ）。電力データは店舗の売上予測などへの利用が想定されている。

#### 発電側課金の開始（2024年4月）
2024年（令和6年）4月、託送料金の一部を発電事業者に負担させる制度（発電側課金）が開始した。それまでは、託送料金は全額、小売電気事業者が負担していた。一般送配電事業者が受け取る託送料金の総額は変わらない（発電側課金の分、需要側の託送料金が引き下げられた）。